# Bazugues
Bazugues település Franciaországban, Gers megyében. Lakosainak száma 62 fő (2022. január 1.). Bazugues Laas, Miélan, Ponsampère, Sainte-Dode, Saint-Maur és Saint-Michel községekkel határos.

## Népesség
A település népességének változása:
| Lakosok száma | 68   | 56   | 67   | 57   | 68   | 62   | 57   | 53   | 56   | 62   |
|               | 1968 | 1982 | 1990 | 2006 | 2013 | 2015 | 2017 | 2019 | 2020 | 2022 |